# 2021 w Wojsku Polskim
Kalendarium Wojska Polskiego 2021 – wydarzenia w Wojsku Polskim w roku 2021. W tym roku Siły Zbrojne Rzeczypospolitej Polskiej kontynuowały udział w misjach poza granicami kraju w ramach:
Polskiego Kontyngentu Wojskowego w składzie wielonarodowej brygady sił dostosowanej Wysuniętej Obecności Organizacji Traktatu Północnoatlantyckiego w Rumunii oraz Republice Bułgarii.
Polskiego Kontyngentu Wojskowego w Siłach Międzynarodowych w Republice Kosowa i Republice Macedonii Północnej oraz w Bośni i Hercegowinie.
Polskiego Kontyngentu Wojskowego w operacji INHERENT RESOLVE w Republice Iraku, Jordańskim Królestwie Haszymidzkim, Państwie Katar oraz Państwie Kuwejt.
Polskiego Kontyngentu Wojskowego w misji RESOLUTE SUPPORT Organizacji Traktatu Północnoatlantyckiego w Islamskiej Republice Afganistanu.
Polskiego Kontyngentu Wojskowego w składzie batalionowej grupy bojowej sił wzmocnionej Wysuniętej Obecności Organizacji Traktatu Północnoatlantyckiego w Republice Łotewskiej oraz Republice Estońskiej i Republice Litewskiej.
Polskiego Kontyngentu Wojskowego w operacji wojskowej Unii Europejskiej na Morzu Śródziemnym.
Polskiego Kontyngentu Wojskowego w szkoleniowej misji wojskowej Unii Europejskiej w Republice Środkowoafrykańskiej.
Polskiego Kontyngentu Wojskowego w operacji wojskowej Unii Europejskiej w Bośni i Hercegowinie.
Polskiego Kontyngentu Wojskowego w Republice Libańskiej w ramach Tymczasowych Sił Organizacji Narodów Zjednoczonych.

## Styczeń
1 stycznia
- Weszło z życie nowe Rozporządzenie Ministra Obrony Narodowej w sprawie sprawdzianu ze sprawności fizycznej żołnierzy zawodowych. Najistotniejsze zmiany to przeliczanie wyników na punkty oraz to, że egzamin rozpocznie się już w kwietniu i będzie możliwość poprawy oceny[10].

8 stycznia
- Zmiana dowodzenia w 2 Brygadzie Zmechanizowanej. Pełniący obowiązki dowódcy, ppłk Radosław Stachowiak przekazał dowodzenie Zastępcy Dowódcy Brygady, płk. Jackowi Cichoszowi, który został wyznaczony do czasowego pełnienia obowiązków[11].

29 stycznia
- Uroczystość przekazania obowiązków w Centrum Szkolenia Wojsk Inżynieryjnych i Chemicznych we Wrocławiu. Nowym Komendantem Centrum został płk Adam Przygoda[12].

## Marzec
1 marca
- W Dniu Narodowego Święta Pamięci "Żołnierzy Wyklętych", Prezydent RP Andrzej Duda, na wniosek Ministra Obrony Narodowej Mariusza Błaszczaka, mianował[13].

1. Zastępcę Szefa Sztabu Generalnego Wojska Polskiego, gen. bryg. Dariusza Plutę na stopień generała dywizji;
2. Dowódcę 11. Dywizji Kawalerii Pancernej, gen. bryg. Piotra Trytka na stopień generała dywizji;
3. Radcę-koordynatora w Narodowym Centrum Bezpieczeństwa Cyberprzestrzeni, płk. Krzysztofa Kociubę na stopień generała brygady;
4. Szefa Pionu Wsparcia-Zastępcę Szefa Sztabu ds. Wsparcia Dowództwa Operacyjnego RSZ, płk. Tomasza Kowalika na stopień generała brygady;
5. Dyrektora Zakładu Inwestycji Organizacji Traktatu Północnoatlantyckiego, płk. Dariusza Mendralę na stopień generała brygady;
6. Szef Zarządu Inżynierii Wojskowej Dowództwa Generalnego RSZ, płk. Marka Wawrzyniaka na stopień generała brygady.

18 marca
- Minister Obrony Narodowej podpisał decyzję o utworzeniu nowych jednostek Wojsk Obrony Terytorialnej. Powstaną 3 nowe brygady oraz 6 batalionów[14].

26 marca
- Zmiana na stanowisku Dowódcy Brygady Lotnictwa Marynarki Wojennej. Kmdr pil. Jarosław Czerwonko przekazał dowodzenie Zastępcy Dowódcy, kmdr. pil. Cezaremu Wiatrakowi, któremu powierzono czasowe pełnienie obowiązków na stanowisku dowódcy[15].

## Kwiecień
1 kwietnia
- Zmiana na stanowisku szefa Inspektoratu Wsparcia Sił Zbrojnych. Gen. dyw. Dariusz Ryczkowski przekazał obowiązki płk. Arturowi Kępczyńskiemu, któremu powierzono czasowe pełnienie obowiązków szefa[16].

20 kwietnia
- Pożegnanie żołnierzy I zmiany Polskiego Kontyngentu Wojskowego, którzy wezmą udział w misji NATO pod nazwą TAMT (Tailored Assurance Measures Turkey) na terytorium Turcji. Kontyngent jest wyposażony w samolot patrolowo-rozpoznawczy M-28B1R[17].

27 kwietnia
- Komandor Włodzimierz Kułagin nowym dowódcą 8. Flotylli Obrony Wybrzeża. Dotychczasowy dowódca, kadm. Nieć dalszą służbę pełnił będzie w Inspektoracie Marynarki Wojennej w DG RSZ[18].

## Maj
14 maja
- Zmiana na stanowisku dowódcy Jednostki Wojskowej Komandosów. Płk Michał Strzelecki przekazał obowiązki ppłk. Wojciechowi Danisiewiczowi, który będzie je pełnił czasowo[19].

24 Maja
- Zamówienie 24 Tureckich dronów Bayraktar TB2[20].

## Czerwiec
25 czerwca
- Generał Rajmund Andrzejczak, mianowany na drugą kadencję na stanowisko Szefa Sztabu Generalnego WP[21].
- Gen. bryg. Karol Dymanowski otrzymał z rąk Prezydenta RP nominację na stopień generała dywizji[22].

30 czerwca
- Zakończenie misji w Afganistanie w której żołnierze Wojska Polskiego uczestniczyli od 2002 roku[23].
- Przekazanie obowiązków na stanowisku Dowódcy Garnizonu Warszawa. Gen. dyw. Robert Głąb przekazał dowodzenie stołecznym garnizonem swojemu zastępcy płk. Tomaszowi Dominikowskiemu, któremu powierzono czasowo pełnienie na tym stanowisku[24].
- Płk pil. Artur Borkowski zdał obowiązki dowódcy 41 Bazy Lotnictwa Szkolnego w Dęblinie. Czasowe pełnienie obowiązków na tym stanowisku powierzono płk. Krzysztofowi Wocialowi[25].

## Lipiec
2 lipca
- Dowództwo Operacyjne Rodzajów Sił Zbrojnych otrzymało sztandar wojskowy, który wręczył Prezydent RP. Rodzicami chrzestnymi sztandaru zostali: Pani Krystyna Kwiatkowska wdowa po śp. generale Kwiatkowskim oraz gen. broni Tadeusz Mikutel, I zastępca Szefa Sztabu Generalnego WP[26].

5 lipca
- Zmiana dowódcy 32 Bazy Lotnictwa Taktycznego w Łasku. Płk pil. Tomasz Jatczak przekaz dowodzenie jednostką płk. pil. Piotrowi Ostruchowi[27].

7 lipca
- Inspektorat Uzbrojenia podpisał umowę z Konsorcjum PGZ-Miecznik na dostawę w ramach projektu „Miecznik” trzech okrętów klasy fregata dla Marynarki Wojennej[28].

14 lipca
- Płk pil. Łukasz Piątek nowym dowódcą 31 Bazy Lotnictwa Taktycznego w Poznaniu. Obowiązki przekazał płk Radosław Śniegóła, któremu powierzono czasowe pełnienie obowiązków na tym stanowisku[29].

16 lipca
- Nowym zastępcą szefa Sztabu Generalnego WP został gen. dyw. Piotr Błazeusz[30].

28 lipca
- I Zastępca Dowódcy Generalnego RSZ, gen. broni pil. Jan Śliwka zakończył służbę w Siłach Zbrojnych RP[31]. Swój ostatni lot w Lotnictwie Sił Zbrojnych RP wykonał w dniu 13 lipca[32].

## Sierpień
15 sierpnia
- Zwierzchnik Sił Zbrojnych RP, na wniosek Ministra Obrony Narodowej, mianował dziewięciu oficerów Wojska Polskiego[33]:

1. gen. bryg. Sławomira Drumowicza, Dowódcę Komponentu Wojsk Specjalnych na stopień generała dywizji,
2. gen. bryg. Tomasza Połucha, Komendanta Głównego Żandarmerii Wojskowej na stopień generała dywizji,
3. płk. Artura Kępczyńskiego, Zastępcę Szefa Inspektoratu Wsparcia Sił Zbrojnych, Szefa Logistyki na stopień generała brygady,
4. płk. Macieja Klisza, Zastępcę Dowódcy Wojsk Obrony Terytorialnej na stopień generała brygady,
5. płk. Dariusza Kosowskiego, Dowódcę 17 Wielkopolskiej Brygady Zmechanizowanej na stopień generała brygady,
6. płk. Piotra Kriese, Dowódcę 20 Bartoszyckiej Brygady Zmechanizowanej na stopień generała brygady,
7. płk. Macieja Siudaka, Dowódcę 10 Brygady Logistycznej na stopień generała brygady,
8. płk. Grzegorza Skorupskiego, Radcę generalnego w Biurze Ministra Obrony Narodowej na stopień generała brygady,
9. płk. Macieja Trelkę, Dowódcę 1 Skrzydła Lotnictwa Taktycznego na stopień generała brygady.

30 sierpnia
- Prezydent RP Andrzej Duda, na wniosek ministra obrony narodowej, mianował pułkownika niepodlegającego obowiązkowi służby wojskowej Zdzisława Baszaka na stopień generała brygady[34].

## Wrzesień
6 września
- Początek misji Polskiego Kontyngentu Wojskowego w Republice Islandii. 4 samoloty F-16 będą nadzorowały przestrzeń powietrzną Republiki Islandii. Misja potrwa do 27 września 2021 r. i jest 42 rotacją Sił NATO[35].

8 września
- Gen. broni Tomasz Piotrowski, odebrał z rąk Prezydenta RP akt mianowania na drugą kadencję na stanowisku Dowódcy Operacyjnego Rodzajów Sił Zbrojnych[36].

## Październik
26 października
- Wicepremier Jarosław Kaczyński wraz z Minister Obrony Narodowej przedstawili założenia projektu ustawy o obronie Ojczyzny, która ma zastąpić 14 dotychczasowych aktów prawnych[37].

28 października
- Zmiana dowodzenia w Wielonarodowej Dywizji Północny–Wschód. Gen. bryg. Krzysztof Motacki przekazał obowiązki dowódcy gen. bryg. Zenonowi Brzuszko[38].

## Listopad
5 listopada
- Gen. dyw. Stanisław Czosnek objął obowiązki Dowódcy Centrum Operacji Lądowych-Dowódcy Komponentu Lądowego. Przekazującym był gen. bryg. Ryszard Pietras, któremu powierzono czasowe pełnienie obowiązków na tym stanowisku[39].

11 listopada
- W dniu Narodowego Święta Niepodległości, Prezydent Andrzej Duda mianował[40]:

1. gen. dyw. Wiesława Kukułę, dowódcę Wojsk Obrony Terytorialnej na stopień generała broni;
2. płk. Romana Łytkowskiego, dowódcę 12 Brygady Zmechanizowanej na stopień generała brygady;
3. płk. pil. Grzegorza Ślusarza, dowódcę 4 Skrzydła Lotnictwa Szkolnego na stopień generała brygady;
4. płk. Wojciecha Ziółkowskiego, zastępcę Dowódcy Dywizji–Szefa Sztabu 16 Dywizji Zmechanizowanej na stopień generała brygady;
5. płk. Tomasza Dominikowskiego,Dowódcę Garnizonu Warszawa na stopień generała brygady.

15 listopada
- Zakończenie zawodowej służby wojskowej przez gen. dyw. Andrzeja Reudowicza, który ostatnio zajmował stanowisko zastępcy szefa Biura Bezpieczeństwa Narodowego[41].

- Wyznaczenia na nowe stanowiska służbowe w Dowództwie Generalnym RSZ[42]:

1. gen. dyw. Marek Sokołowski na stanowisko I zastępcy dowódcy generalnego;
2. gen. dyw. pil. Cezary Wiśniewski na stanowisko zastępcy dowódcy generalnego;
3. gen. bryg. Kazimierz Dyński na stanowisko szefa Zarządu Obrony Powietrznej i Przeciwrakietowej–zastępcy inspektora rodzajów wojsk;
4. gen. bryg. Dariusz Krzywdziński na stanowisko szefa Zarządu Wojsk Radiotechnicznych.

## Grudzień
9 grudnia
- Minister Obrony Narodowej przekazał żołnierzom pierwszą partię pojazdów dalekiego rozpoznania LPU-1 Wirus. Wojsko zamówiło łącznie 118 sztuk, podczas spotkania przekazano 25 sztuk[43].

15 grudnia
- Inspektorat Uzbrojenia MON zawarł umowę z Polskimi Zakładami Lotniczymi w Mielcu na dostawę kolejnych 4 śmigłowców S-70i Black Hawk dla Wojsk Specjalnych[44].

20 grudnia
- W związku z wyznaczeniem na nowe stanowisko dowódca 2 Skrzydła Lotnictwa Taktycznego, gen. bryg. pil. Ireneusz Nowak przekazał obowiązki dowódcy płk. pil. Tomaszowi Jatczakowi, któremu powierzono czasowe ich pełnienie[45].